# Sistema di classificazione anatomico, terapeutico e chimico
Il sistema di classificazione anatomico, terapeutico e chimico, sigla ATC dall'inglese Anatomical Therapeutic Chemical classification system, viene usato per la classificazione sistematica dei farmaci ed è controllato dall'Organizzazione mondiale della sanità.
L'ATC è un sistema di classificazione di tipo alfanumerico che suddivide i farmaci in base a uno schema costituito da 5 livelli gerarchici.

## Primo livello
Il primo livello contiene il gruppo anatomico principale (contraddistinto da una lettera dell'alfabeto). In totale ve ne sono 14:
- A: apparato gastrointestinale e metabolismo
- B: sangue e sistema emopoietico
- C: apparato cardiovascolare
- D: apparato tegumentario e pelle
- G: apparato genito-urinario e ormone sessuale
- H: sistema endocrino, esclusi ormoni sessuali e insulina
- J: Anti-infettivi per uso sistemico
- L: antineoplastici e immunomodulatori
- M: sistema muscolare - sistema scheletrico e articolazioni
- N: sistema nervoso
- P: prodotti antiparassitari, insetticidi e repellenti
- R: apparato respiratorio
- S: organi di senso
- V: vari

## Secondo livello
Il secondo livello contiene il gruppo terapeutico principale (contraddistinto da un numero di due cifre). Comprende 92 gruppi terapeutici principali.

## Terzo livello
Il terzo livello contiene il sottogruppo terapeutico farmacologico (contraddistinto da una lettera dell'alfabeto). Comprende, con il quarto livello, 560 sottogruppi.

## Quarto livello
Il quarto livello contiene il gruppo chimico (contraddistinto da una lettera dell'alfabeto).

## Quinto livello
Il quinto livello contiene il sottogruppo chimico (contraddistinto da un numero di due cifre) ed è specifico per ogni singola sostanza chimica.

## Esempio
Nella classificazione ATC il diazepam è contraddistinto dal codice: N05BA01; il lorazepam dal codice: N05BA06 
- N → sistema nervoso - gruppo anatomico principale
- N05 → psicolettici - gruppo terapeutico principale
- N05B → ansiolitici - sottogruppo terapeutico farmacologico
- N05BA → derivati benzodiazepinici - sottogruppo chimico-terapeutico farmacologico
- N05BA01 → diazepam - sottogruppo chimico
- N05BA06 → lorazepam - sottogruppo chimico

## Codici ATCvet
Il sistema di classificazione anatomico, terapeutico e chimico per i medicinali veterinari (ATCvet)) è utilizzato per classificare i farmaci veterinari. Codici ATCvet possono essere creati ponendo la lettera Q davanti al codice ATC della maggior parte dei farmaci umani. Ad esempio, la furosemide per uso veterinario ha il codice QC03CA01. Alcuni codici sono utilizzati esclusivamente per farmaci veterinari, come QI prodotti immunologici, QJ51 antibatterici per uso intramammario e il QN05AX90 amperozide